# Dianthus
- Commons
- Wikispecies

Dianthus (vernacular, dianto) é um gênero de cerca de 300 espécies de plantas com flores, na família Caryophyllaceae, nativa, principalmente da Europa e Ásia, com algumas espécies estendendo-se do sul para o norte de África, e uma espécie de (D. repens) no ártico da América do Norte. Nomes comuns incluem cravo (D. caryophyllus), cravina (D. plumarius e espécies afins) e sweet william (D. barbatus).

## Descrição
As espécies são principalmente herbáceas perenes, algumas são anuais ou bienais, e alguns são de baixo arbustos com hastes em madeira. As folhas são opostas, simples, principalmente lineares e muitas vezes de cinza-verde glauco para o azul-verde. As flores possuem cinco pétalas, geralmente com um franzido ou margem cor de rosa, e são (em quase todas as espécies) rosa escuro pálido. Uma espécie, D. knappii, tem flores amarelas com um roxo centro. Algumas espécies, principalmente as perenes cor-de-rosa, são notadas pela sua fragrância picante.

## Espécies
| - Dianthus alpinus - Dianthus amurensis - Dianthus anatolicus - Dianthus arenarius - Dianthus armeria - Dianthus barbatus - Dianthus biflorus - Dianthus brevicaulis - Dianthus callizonus - Dianthus campestris - Dianthus capitatus - Dianthus carthusianorum - Dianthus caryophyllus - Dianthus chinensis - Dianthus cruenatus - Dianthus deltoides - Dianthus erinaceus | - Dianthus freynii - Dianthus fruticosus - Dianthus furcatus - Dianthus gallicus - Dianthus giganteus - Dianthus glacialis - Dianthus gracilis - Dianthus graniticus - Dianthus gratianopolitanus - Dianthus haematocalyx - Dianthus knappii - Dianthus lusitanus - Dianthus microlepsis - Dianthus monspessulanus - Dianthus myrtinervius - Dianthus nardiformis - Dianthus nitidus | - Dianthus pavonius - Dianthus petraeus - Dianthus pinifolius - Dianthus plumarius - Dianthus pungens - Dianthus repens - Dianthus scardicus - Dianthus seguieri - Dianthus simulans - Dianthus spiculifolius - Dianthus squarrosus - Dianthus subacaulis - Dianthus superbus - Dianthus sylvestris - Dianthus zonatus |

- Lista completa

## Classificação do gênero
| Sistema | Classificação                   | Referência               |
| ------- | ------------------------------- | ------------------------ |
| Linné   | Classe Decandria, ordem Digynia | Species plantarum (1753) |